# Editorial Cuadernos del Vigía
Cuadernos del Vigía és una editorial espanyola orientada a la publicació d'autors novells i també a la recuperació de figures de la literatura espanyola de l'exili.

## Història
L'editorial va ser fundada el 1997 a Granada per Miguel Ángel Arcas, amb la intenció de donar a conèixer nous valors de la poesia espanyola del moment; aviat els interessos del segell es van ampliar a altres gèneres com el relat breu, el microrelat o els aforismes, i, des del 2009, a la novel·la, amb la reedició de l'obra de Max Aub i de diverses escriptores exiliades després de la guerra civil espanyola.

## Catàleg
Al gènere líric pertanyen les primeres col·leccions del segell, anomenades Serie Menor i Serie Mayor. El primer llibre de la Serie Menor es va titular com l'editorial: Cuadernos del Vigía (1997); es tractava d'una antologia d'autors (gairebé tots nascuts a les dècades de 1940 i 1950) amb una trajectòria relativament consolidada, com Javier Egea, Luis García Montero, Rafael Guillén, Àngeles Mora, José Carlos Rosales, Álvaro Salvador o Luis Muñoz. El van seguir diversos volums poètics, entre ells Luces dentro del bosque (2000), de Juan Antonio Bernier. De la Serie Mayor es poden citar El baile (2002), obra del mateix editor, Miguel Ángel Arcas; Breve antología del tiempo (2008), del poeta cubà Waldo Leyva; Todas las mentiras (2006), del espanyol Javier Benítez Láinez, i Sonetos del extraño (2007), de l'argentí Andrés Neuman.
El catàleg es va estendre cap a la narrativa amb dues noves col·leccions: la col·lecció Microrrelatos, especialitzada en aquest gènere singular, i la sèrie Cuadernos del Vigía, dedicada al relat curt i en què han publicat autors com Cristina García Morales, Ángel Olgoso o Carmen Peire. Aquesta tendència a la literatura breu va continuar amb la col·lecció Aforismos, reforçada amb la creació el 2013 del Premi Internacional José Bergamín d'Aforismes.
Finalment, l'editorial va entrar de ple a la novel·la amb la col·lecció Ediciones a la Carta, en què es va reeditar gran part de l'obra de Max Aub, una de les principals figures de l'anomenada literatura espanyola de l'exili. «Rescatar l'obra i la figura de Max Aub és una de les meves satisfaccions més grans com a editor. Crec que era de justícia tornar a posar a les mans dels lectors una obra incommensurable, plena de sentit i actualitat», va afirmar Arcas. Precisament les veus femenines de la literatura espanyola de l'exili protagonitzen la col·lecció La Mitad Olvidada, que, com indica el seu nom, redimeix de l'oblit a un bon nombre de literates i intel·lectuals majoritàriament exiliades després de la guerra: Rosa Chacel, Carmen Conde, Concha Méndez, Carmen de Burgos, Mada Carreño, Silvia Mistral i Carlota O’Neill, entre altres.

## Distincions
Cuadernos del Vigía va ser guardonada el 2010 amb el X Premi del Centre Andalús de les Lletres al Foment de la Lectura per la concepció i desenvolupament del projecte «Relatos para Leer en el Autobús» (2005-2006). Cada mes, l'editorial imprimia en format de butxaca un relat breu, normalment de reconeguts autors espanyols, que es distribuïa gratuïtament als autobusos granadins; la iniciativa va tenir tant èxit que va ser imitada en altres províncies andaluses. Els contes editats van quedar recollits en dues antologies: Relatos para leer en el autobús (2006) i Nuevos relatos para leer en el autobús (2009).